# Nikolina Moldovan
Nikolina Moldovan –en serbio, Николина Молдован– (Borča, 1 de mayo de 1990) es una deportista serbia que compite en piragüismo en la modalidad de aguas tranquilas. Es hermana de la también piragüista Olivera Moldovan.
Ganó tres medallas en el Campeonato Mundial de Piragüismo, en los años 2013 y 2014, y tres medallas de bronce en el Campeonato Europeo de Piragüismo, en los años 2014 y 2015. En los Juegos Europeos de Bakú 2015 consiguió una medalla de plata en la prueba de K2 200 m.

## Palmarés internacional
| Campeonato Mundial | Campeonato Mundial       | Campeonato Mundial | Campeonato Mundial |
| Año                | Lugar                    | Medalla            | Competición        |
| ------------------ | ------------------------ | ------------------ | ------------------ |
| 2013               | Duisburgo (Alemania)     | Medalla de bronce  | K2 200 m           |
| 2014               | Moscú (Rusia)            | Medalla de plata   | K2 500 m           |
| 2014               | Moscú (Rusia)            | Medalla de bronce  | K1 200 m           |
| Juegos Europeos    |                          |                    |                    |
| Año                | Lugar                    | Medalla            | Competición        |
| 2015               | Bakú (Azerbaiyán)        | Medalla de plata   | K2 200 m           |
| Campeonato Europeo |                          |                    |                    |
| Año                | Lugar                    | Medalla            | Competición        |
| 2014               | Brandeburgo (Alemania)   | Medalla de bronce  | K2 500 m           |
| 2015               | Račice (República Checa) | Medalla de bronce  | K1 200 m           |
| 2015               | Račice (República Checa) | Medalla de bronce  | K2 200 m           |